# 李德休
李德休，唐朝末年至后唐官员，字表逸，赵州赞皇（今河北省赞皇县）人。
他的祖父李绛，唐宪宗时宰相、山南西道節度使。父亲李璋，宣州观察使。李德休登进士第，历任盐铁官、渭南尉、右补阙、侍御史。天祐初年，两京丧乱，于是隐居河朔，定州节度使王处直征召为从事。唐庄宗在魏州即位，任命他为御史中丞，转任兵部侍郎、吏部侍郎。同光三年（925年），以正議大夫、守尚書吏部侍郎、上柱國、贊皇縣開國男、食邑三百户、賜紫金魚袋，受命出使吴越国，賜钱镠黄金印、玉册，仍賜紅袍御服一副及沿身禮物衣冠、劍等。其印文为“吴越國王之印”。后来李德休权知左丞，以礼部尚书致仕。去世时年七十四岁。赠太子少保。